# 城口洋平
城口 洋平（きぐち ようへい、1987年8月5日 - ）は、日本の起業家、実業家。工学博士（ケンブリッジ大学）。2015年にENECHANGE株式会社を創業。経済産業省委員会、公益社団法人経済同友会、一般社団法人新経済連盟において各種委員を務め、脱炭素戦略の政策提言にも参画。2017年に「Forbes 30 Under 30 Europe」に日本人として初選出される。新経済連盟「第1回 JX Awards 2022 大賞」受賞者。ロンドン在住。

## 来歴・人物

### 幼少期から高校時代
1987年、創業100年を超える老舗企業の長男として誕生し、兵庫県神戸市で育つ。テニスに没頭し全国大会に出場、優勝をめざしていた。しかし小学校6年生の時に全国大会で2歳年下の錦織圭に惨敗したことで、勉強でトップをめざすことを決意し灘中学校・高等学校に進学。高校の生徒会長を務めていた16歳の時、課外授業でゲストとして招いたオプト創業者鉢嶺登との出会いに恵まれ、起業家を目指すようになる。2006年に東京大学文科一類進学。

### 学生起業家として
東京大学入学後、駒場キャンパスにおいて開講されていた鈴木寛が主宰する自主ゼミナール（通称「すずかんゼミ」）で触発され、入学したその年の2006年に資本金120万円で夜間診療のコンビニクリニック「コラボクリニック新宿」を学生など20人の友人たちと開院。医療法人への事業譲渡に伴い、翌年末に診療所は発展的解消をした。

東京大学とハーバード大学の交換留学プログラム「HCAP Tokyo」を立ち上げる。この取り組みは、2016年に東京大学総長賞を受賞。

2008年、アメリカに住んでいた叔母を頼り渡米。シリコンバレーに滞在する。梅田望夫の著書『ウェブ進化論』に感銘を受けていた城口は、同地で梅田との出会いを果たし刺激を受け、起業への決意を新たにする。
2009年4月、東京大学・東京工業大学産学連携本部の協力を得て、大学発のベンチャーとして株式会社ミログを起業。ベンチャーキャピタルなどから約4億円の資金調達を受けたが、Androidスマートフォンのアプリ起動情報や端末情報などをユーザーの同意を得ずに収集してしまう事態が意図せず発生し、批判を浴びる。2012年4月2日、同社は解散、清算に至った。

ミログを解散した理由として、同社の社会的信用が失墜した中同じ領域での事業再開が難しい、またこの事業で資本調達を行っている中での事業転換は株主への信義則に反することを挙げている。

### 震災、そしてケンブリッジ大学へ
2011年の東日本大震災と福島第一原子力発電所事故をきっかけに、日本の電力業界の現状やエネルギー自給率の低さに課題を感じ、エネルギー分野における事業構想を始める。

城口の出身校の灘校のある神戸市東灘区は、阪神・淡路大震災の被害が大きかった地域で、震災から10年目の2005年、高校在学時には被災者支援のためのチャリティーコンサートを開催。また東日本大震災時にも高校の友人たちと共に毎週のように被災地に赴いたが、瓦礫撤去程度しか役に立てることがなく歯がゆさを感じていた。これらの阪神・淡路大震災と東日本大震災での城口自身の経験、また生活に不可欠な電力というインフラが崩壊したときのインパクトを体感したことが、エネルギーの課題解決に取り組むことを後押しした。

2013年、エネルギー分野での専門性を身につけるためケンブリッジ大学に留学。留学先としてイギリスを選択したのは地理的・制度的な条件が日本と類似しており、電力市場の自由化が進んでいたため。博士課程在学中、エンジェル投資家で株式会社エプコCEOの岩崎辰之から1億円の資金提供を受ける。この資金を元に2013年6月に産学連携研究機関Cambridge Energy Data Lab Limitedを創設し、ディレクターに就任。電力のデータ解析についての研究に取り組んだ。

### エネルギーテックの創業
Cambridge Energy Data Lab Limitedでの研究成果を活かし、日本における電力自由化を1年後に控えた2015年4月27日、エネチェンジ株式会社（現ENECHANGE株式会社）を設立。翌年2月、イギリスでSMAP ENERGY Ltd.（現ENECHANGE Innovation Ltd. ）を設立した。

2017年6月30日、エネチェンジ株式会社とSMAP ENERGY Ltd.が経営統合し、エネチェンジ株式会社代表取締役会長に就任。

2019年12月、脱炭素分野の海外エネルギーベンチャーへの出資を目的とした「JAPAN ENERGYファンド」が設立されManaging Partnerに就く。

### ENECHANGE株式会社の上場
創業してから5年、2020年12月にENECHANGE株式会社は東京証券取引所マザーズへ上場を果たした。エネルギーテックとしては初の上場企業となった。
ENECHANGEの会計問題により、2024年7月にENECHANGE代表取締役CEOを退任。後にJAPAN ENERGYファンドManaging PartnerとENECHANGE Innovation Limited代表取締役も辞任した。ENECHANGEが2024年9月に東京証券取引所に提出した改善報告書において、ENECHANGE代表取締役CEOを退任した経緯が明らかとなった。
ENECHANGE代表取締役CEO退任後の2024年10月には、城口に資金を貸し付けていたポートが城口が保有するENECHANGE株式に対して株式質権を設定。城口は貸付金全額の返済を期日までに行わなかったため、ポートは2025年2月に株式質権を実行。城口が保有していたENECHANGE株式は質権実行によりポートへ譲渡されたと同時に、ENECHANGEの経営から完全に去ることとなった。

### 研究者として
2013年より在籍したケンブリッジ大学では、スマートメーターから取得した電力データの予測モデルに関しての解析研究を行った。2017年6月に同大学の博士課程研究期間を修了し、事業を優先するために休学。発表した国際論文の2つはエルゼビア社が出版する査読付学術雑誌『Energy』にそれぞれ2019年4月と2021年12月に掲載された。2021年12月22日に博士号を取得。

## 略歴
- 2006年 - 灘高等学校卒業
- 2010年 - 東京大学法学部卒業
- 2015年 - ENECHANGE株式会社CEO
- 2016年 - ENECHANGE Innovation Limited. CEO
- 2017年 - ケンブリッジ大学工学部博士課程研究期間修了
- 2019年 - JAPAN ENERGYファンド Managing Partner
- 2021年 - ケンブリッジ大学工学博士号取得 (Ph.D.)
- 2024年 - 会計処理上の不正を会計監査人から指摘されたことを契機にENECHANGE株式会社代表取締役社長CEO並びに取締役を退任[21][22]

## その他の役職
- 経済産業省「次世代スマートメーター制度検討会」委員[30]
- 経済産業省「エネルギー小売事業者の省エネガイドライン検討会」オブザーバー[31]
- 経済同友会「データ戦略・デジタル社会委員会」委員[32]
- 新経済連盟カーボンニュートラルワーキンググループ副座長[33]
- 三極委員会 Asia Pacific Fellows[34]

## 受賞歴
- 2017年 -「Forbes 30 Under 30 Europe」に選出[3]（日本人初[4]）
- 2022年 - 新経済連盟「第1回 JX Awards 2022 」において大賞受賞[5]